# Hydronaphis liriopes
Hydronaphis liriopes är en insektsart som beskrevs av Aida 1979. Hydronaphis liriopes ingår i släktet Hydronaphis och familjen långrörsbladlöss. Inga underarter finns listade i Catalogue of Life.